# 陳蟒
陳蟒，明末福建海澄人，為鄭成功的部將，永曆十四年(1660年)起任虎衛右鎮。
先與虎衛左鎮何義屯浯洲，永曆十五年(1661年)後隨鄭成功來台，抵台後因宣毅後鎮吳豪放任部屬搶掠百姓銀兩，陳蟒亦有罪，綑責革職。永曆十七年（1663年）與周騰、林必遴、王秉耀、陳應、詹世好、林光降清，清朝安置屯田息縣，任水師提標隨徵都督。

## 註解
1. ↑  蔡米虹、張伯宇. . 臺灣史研究. 2016, 23 (1): 1-34  [2021-08-02]. （原始内容存档于2021-08-02）.
2. ↑  顏興.  (PDF). 臺南文化.   [2021-08-02]. （原始内容存档 (PDF)于2021-08-02）.